# Daniel Elias Garcia
Daniel Elias Garcia (ur. 30 sierpnia 1960 w Cameron) – amerykański duchowny rzymskokatolicki, biskup pomocniczy Austin w latach 2015-2018, biskup Monterey w latach 2019-2025, biskup Austin od 2025. 

## Życiorys
Święcenia kapłańskie otrzymał 28 maja 1988 i został inkardynowany do diecezji Austin. Pracował jako duszpasterz parafialny głównie na terenie stolicy diecezji. W 2014 zwolniony z duszpasterskich obowiązków i jednocześnie mianowany kanclerzem kurii i wikariuszem generalnym diecezji. 
21 stycznia 2015 papież Franciszek mianował go biskupem pomocniczym diecezji Austin i biskupem tytularnym Capsus. Sakry udzielił mu 3 marca 2015 ordynariusz Austin - biskup Joe Vásquez. 27 listopada 2018 został mianowany biskupem Monterey, zaś 29 stycznia 2019 kanonicznie objął urząd.
2 lipca 2025 papież Leon XIV przeniósł go na urząd biskupa diecezjalnego Austin. Ingres zaplanowano na 18 września 2025.